# Mare clausum (закрите море)
Mare clausum (юридичний термін латиною, що означає «закрите море») — термін, що використовується в міжнародному праві для позначення моря, океану чи іншої судноплавної водойми, що знаходиться під юрисдикцією держави, і є закритою або недоступною для інших держав. Mare clausum — виняток з mare liberum (лат. «Вільне море»), що означає море, відкрите для плавання суден усіх держав. У загальновизнаному принципі міжнародних вод океани, моря та води поза національною юрисдикцією відкриті для судноплавства для всіх і називаються «відкритим морем» або mare liberum. Португалія та Іспанія відстоювали політику Mare clausum в Добу великих географічних відкриттів. Незабаром це було оскаржено іншими європейськими державами.

## Історія

### Передумови
З 30 року до н.е до 117 року н. е. Римська імперія оточила Середземне море, контролюючи більшість його узбережжя. Відтоді римляни почали називати це море mare nostrum (лат. «Наше море»). У ті часи період між листопадом і березнем вважався найбільш небезпечним для судноплавства, тому він був оголошений «mare clausum» (закрите море), хоча заборони на судноплавство в цей період, ймовірно, ніколи не застосовувались. У класичному праві океан не був територіальним. Однак з часів Середньовіччя морські республіки, такі як Республіка Генуя та Республіка Венеція, заявляли про політику «Mare clausum» у Середземномор'ї. Також північні королівства та Англія вимагали оплати за прохід, монополії на риболовлю та блокували іноземні кораблі в своїх прибрежних водах.

### Mare clausumв епоху великих географічних відкриттів
У Добу великих географічних відкриттів, між XV і XVII століттям, плавання, які до того були переважно прибережним, стали океанічними. Таким чином, основна увага була приділена далеким заморським маршрутам. Країни Піренейського півострова були піонерами цього процесу і домагались виключного права власності на виявлені та відкриті землі. Враховуючи кількість нових земель та приплив багатств, Португальське королівство та об'єднані королівства Кастилії та Арагону почали відкрито конкурувати між собою. Щоб уникнути воєнних дій, вони вдалися до секретності та дипломатії, що в підсумку призвело до підписання Алькасоваського договору в 1479 році та Тордесільяського договору в 1494 році.

Піренейське «Mare clausum» в Добу географічних відкриттів.

Папство допомогло підсилити та легітимізувати ці вимоги, оскільки Папа Микола V буллою Romanus Pontifex в 1455 році заборонив іншим судам плавати в португальських морях без дозволу короля Португалії. Сам титул португальських королів проголошував цю претензію на моря: «Король Португалії та Алгарві, в Європі та за морем в Африці, Володар торгівлі, завоювань та судноплавства Аравії, Персії та Індії». З відкриттям морського шляху до Індії, а згодом і до Маніли, поняття «Mare clausum», яке застосовувалось в угодах, було реалізоване на практиці.
Європейські країни, такі як Франція, Голландія та Англія не визнали цієї політики, яка забороняла їм відкривати нові землі і торгувати, а також почали займатися приватирством та піратством на торговельних маршрутах та в колоніях Іспанії та Португалії.
У XVI-XVII століттях Іспанія вважала Тихий океан Mare clausum — морем, закритим для інших морських держав. Будучи єдиним відомим проходом в Тихий океан з Атлантики, Магелланова протока часом патрулювалась флотами, відправленими для запобігання входу в цей океан неіспанських кораблів. На західному кінці Тихого океану голландці загрожували Іспанським Філіппінам.

### Mare clausum versus Mare liberum
У лютому 1603 року захоплення 1500-тонної португальської Санта-Катаріни голландською Ост-Індською компанією призвело до скандалу з публічним судовим засіданням та широкою кампанією з метою формування громадської (та міжнародної) думки. Представники Ост-Індської компанії залучили голандського юриста Гуго Гроція скласти проект полемічної доповіді на захист їх захоплення.
У 1609 році Гуго Гроцій намагався обґрунтувати свій захист захоплення з точки зору природних принципів справедливості; Гроцій сформулював новий принцип, згідно з яким море є міжнародною територією, і всі країни можуть вільно використовувати його для морської торгівлі. Одна глава його великого теоретичного трактату під назвою «De Jure Prædæ» потрапила до преси у вигляді популярної брошури «Mare Liberum» («Вільне море»). В ньій Гроцій, заявляючи про «вільне море», дав відповідне ідеологічне обґрунтування для голландців, які руйнували різні торгові монополії завдяки своїй грізній морський силі (і встановлювали власну монополію).
Реакція не забарилась. У 1625 році португальський священик Серафим де Фрейтас видав книгу «De Iusto Imperio Lusitanorum Asiatico» (Про справедливу португальську Азійську імперію), покроково розглядаючи аргументи голландців. Незважаючи на його аргументи, міжнародна ситуація вимагала припинення політики Маре клаузуму та свободи морів як важливої умови розвитку морської торгівлі.
Англія, яка жорстко конкурувала з голландцями за домінування у світовій торгівлі, виступила проти ідей Гроція і заявила про суверенітет над водами навколо Британських островів. У своїй роботі 1635 року Mare clausum Джон Селден закарбував цей термін, намагаючись довести, що море на практиці практично настільки ж придатне для привласнення, як і наземна територія. Оскільки контроверсійні тлумачення призводили до постійних суперечок, морські держави стали більш поміркованими в своїх вимогах і почали базувати свої претензії на морські ділянки тим, що вони є продовженням їх володінь на суходолі. Працездатну формулу знайшов Корнеліус Бінкершук у своїй книзі «De dominio maris», що побачила світ у 1702 році, в ній він обмежив морські володіння фактичною відстанню, на якій дальність берегових гармат могла б ефективно захистити морську ділянку. Це стало загальноприйнятим і переросло у відстань в три милі від морського узбережжя.